# World Tour w siatkówce plażowej 2000
World Tour w siatkówce plażowej 2000 składał się z 26 turniejów organizowanych przez FIVB. Powiększono liczbę kobiecych turniejów z 7 w 1999 roku do 12 w 2000 roku. Męskie zawody zdominowali Brazylijczycy, którzy wygrali 11 z 14 turniejów, natomiast zawody kobiece zdominowały Amerykanki.

## Zawody

### Klasyfikacja turniejów
| Grand Slam |
| Open       |

### Mężczyźni
| Turniej                                                                    | 1 miejsce                       | 2 miejsce                       | 3 miejsce                            | 4 miejsce                            |
| -------------------------------------------------------------------------- | ------------------------------- | ------------------------------- | ------------------------------------ | ------------------------------------ |
| Argentina Open Mar del Plata, Argentyna 12 - 16 stycznia                   | Mariano Baracetti José Salema   | Zé Marco de Melo Ricardo Santos | Julien Prosser Lee Zahner            | Roberto Lopes Franco Neto            |
| Brazil Open Guarujá, Brazylia 18 - 23 stycznia                             | Márcio Araújo Benjamin Insfran  | Martin Laciga Paul Laciga       | José Loiola Emanuel Rego             | Oliver Oetke Andreas Scheuerpflug    |
| Macau Open Makau, Makau 24 - 28 maja                                       | Zé Marco de Melo Ricardo Santos | Márcio Araújo Benjamin Insfran  | Roberto Lopes Franco Neto            | Vegard Høidalen Jørre Kjemperud      |
| Mexico Open Rosarito, Meksyk 31 maja - 4 czerwca                           | Dax Holdren Todd Rogers         | Rob Heidger Kevin Wong          | Márcio Araújo Benjamin Insfran       | Martin Laciga Paul Laciga            |
| Nokia Canada Open Toronto, Kanada 14 - 18 czerwca                          | José Loiola Emanuel Rego        | John Child Mark Heese           | Julien Prosser Lee Zahner            | Zé Marco de Melo Ricardo Santos      |
| Spain Open Teneryfa, Hiszpania 21 - 25 czerwca                             | Martin Laciga Paul Laciga       | Márcio Araújo Benjamin Insfran  | Sergey Ermishin Mikhail Kouchnerev   | Zé Marco de Melo Ricardo Santos      |
| Oldsmobile U.S. Grand Slam Chicago, Stany Zjednoczone 28 czerwca - 2 lipca | José Loiola Emanuel Rego        | Zé Marco de Melo Ricardo Santos | Martin Laciga Paul Laciga            | Mariano Baracetti José Salema        |
| Phillips Norway Open Stavanger, Norwegia 5 - 9 lipca                       | Zé Marco de Melo Ricardo Santos | Márcio Araújo Benjamin Insfran  | José Loiola Emanuel Rego             | Martín Conde Eduardo Martinez        |
| Italian Open Lignano, Włochy 12 - 16 lipca                                 | Zé Marco de Melo Ricardo Santos | Martin Laciga Paul Laciga       | John Child Mark Heese                | Márcio Araújo Benjamin Insfran       |
| French Open Marsylia, Francja 19 - 23 lipca                                | Zé Marco de Melo Ricardo Santos | Vegard Høidalen Jørre Kjemperud | José Loiola Emanuel Rego             | Martin Lebl Michal Palinek           |
| Portugal Open Espinho, Portugalia 26 - 30 lipca                            | Zé Marco de Melo Ricardo Santos | José Loiola Emanuel Rego        | Martin Laciga Paul Laciga            | John Child Mark Heese                |
| Austria Open Klagenfurt, Austria 2 - 6 sierpnia                            | José Loiola Emanuel Rego        | Zé Marco de Melo Ricardo Santos | Jefferson Bellaguarda Paulao Moreira | Vegard Høidalen Jørre Kjemperud      |
| Belgium Open Ostenda, Belgia 9 - 13 sierpnia                               | José Loiola Emanuel Rego        | Carl Henkel Sinjin Smith        | Dain Blanton Eric Fonoimoana         | Vegard Høidalen Jørre Kjemperud      |
| Brazil Open Vitória, Brazylia 28 listopada - 3 grudnia                     | Márcio Araújo Benjamin Insfran  | Tande Ramos Emanuel Rego        | Martin Laciga Paul Laciga            | Jefferson Bellaguarda Paulao Moreira |

### Kobiety
| Turniej                                                                    | 1 miejsce                         | 2 miejsce                         | 3 miejsce                         | 4 miejsce                         |
| -------------------------------------------------------------------------- | --------------------------------- | --------------------------------- | --------------------------------- | --------------------------------- |
| Brazil Open Vitória, Brazylia 1 - 6 lutego                                 | Liz Masakayan Elaine Youngs       | Sandra Pires Adriana Samuel       | Yukiko Takahashi Mika Teru Saiki  | Shelda Bede Adriana Behar         |
| Mexico Open Rosarito, Meksyk 31 maja - 4 czerwca                           | Shelda Bede Adriana Behar         | Misty May-Treanor Holly McPeak    | Annett Davis Jenny Johnson Jordan | Sandra Pires Adriana Samuel       |
| Italy Open Cagliari, Włochy 7 - 11 czerwca                                 | Ana Paula Henkel Mônica Rodrigues | Annett Davis Jenny Johnson Jordan | Shelda Bede Adriana Behar         | Sandra Pires Adriana Samuel       |
| Nokia Canada Open Toronto, Kanada 13 - 18 czerwca                          | Shelda Bede Adriana Behar         | Misty May-Treanor Holly McPeak    | Natalie Cook Kerri Pottharst      | Annett Davis Jenny Johnson Jordan |
| Swiss Open Gstaad, Szwajcaria 21 - 25 czerwca                              | Shelda Bede Adriana Behar         | Misty May-Treanor Holly McPeak    | Ana Paula Henkel Mônica Rodrigues | Annett Davis Jenny Johnson Jordan |
| Oldsmobile U.S. Grand Slam Chicago, Stany Zjednoczone 30 czerwca - 4 lipca | Misty May-Treanor Holly McPeak    | Shelda Bede Adriana Behar         | Sandra Pires Adriana Samuel       | Linda Hanley Nancy Reno           |
| German Open Berlin, Niemcy 12 - 16 lipca                                   | Misty May-Treanor Holly McPeak    | Tania Gooley Pauline Manser       | Yukiko Takahashi Mika Teru Saiki  | Ulrike Schmidt Gudi Staub         |
| French Open Marsylia, Francja 18 - 22 lipca                                | Annett Davis Jenny Johnson Jordan | Shelda Bede Adriana Behar         | Ana Paula Henkel Mônica Rodrigues | Natalie Cook Kerri Pottharst      |
| Portugal Open Espinho, Portugalia 25 - 29 lipca                            | Liz Masakayan Elaine Youngs       | Lisa Arce Barbra Fontana          | Natalie Cook Kerri Pottharst      | Annett Davis Jenny Johnson Jordan |
| Japan Open Osaka, Japonia 2 - 6 sierpnia                                   | Shelda Bede Adriana Behar         | Yukiko Takahashi Mika Teru Saiki  | Natalie Cook Kerri Pottharst      | Misty May-Treanor Holly McPeak    |
| China Open Dalian, Chiny 9 - 13 sierpnia                                   | Liz Masakayan Elaine Youngs       | Misty May-Treanor Holly McPeak    | Chi Rong Xiong Zi                 | Cristina Pereira Maria Schuller   |
| Brazil Open Fortaleza, Brazylia 31 października - 5 listopada              | Misty May-Treanor Holly McPeak    | Sandra Pires Adriana Samuel       | Leanne McSorley Nancy Reynolds    | Shelda Bede Adriana Behar         |